# Neoterycy
Neoterycy (od gr. hoi neoteroi poietai, dosłownie „poeci młodsi”, łac. poetae novi) –  termin oznaczający grupę młodych poetów rzymskich działających w połowie I wieku p.n.e. 
Neoterycy zerwali z rzymską tradycją wielkich eposów historycznych. Wzorując się na poezji hellenistycznej, zwłaszcza aleksandryjskiej, preferowali utwory niewielkich rozmiarów (epigramy, fraszki, krótkie scenki, pieśni weselne i żałobne, epyllia – małe poematy epickie), lecz wycyzelowane do perfekcji (np. jeden z nich, Helwiusz Cynna, pracował przez dziewięć lat nad epylionem zatytułowanym „Smyrna”). Znamienne było przyjęcie zasady konstruowania poezji na wzór Kallimacha. Pisali najczęściej o przeżyciach osobistych, szczególnie miłości. Charakteryzowali się uczonością – mitologiczną, geograficzną, literacką. W epyllionach mitologicznych przedstawiali mało znane mity. Poematy nie przekraczały 500 wersów.
Przywódcą nowej szkoły był Publiusz Waleriusz Katon, którego dzieła nie zachowały się. Jedynym przedstawicielem neoteryków, którego utwory dobrze znamy, jest Katullus. Z dorobku innych neoteryków (jak np. Cecyliusz Ticida, Helwiusz Cynna, Gajusz Kornificjusz, Gajusz Licyniusz Macer Kalwus i Warron z Ataksu) zachowały się najwyżej kilkuwersowe fragmenty.
W gronie neoteryków działały i tworzyły dwie poetki: Kornificja, autorka cenionych epigramatów, oraz Metella. 
Z neoterykami sympatyzował – młody w okresie ich działalności – Wergiliusz, ślady ich wpływu odnajduje się w jego twórczości.
Ci neoterycy byli w swoich czasach nazywani terminem łacińskim poetae novi, lub greckim hoi neoteroi poietai, co oznacza „poeci młodsi”. Tak nazywa ich Cyceron. Właściwy termin „neoterycy” (łac. poetae neoterici) został ukuty dopiero w czasach Antoninów – była nim nazywana grupa współcześnie działających poetów awangardowych.

## Znani poeci i poetki z kręgu neoteryckiego
- Publiusz Waleriusz Katon
- Gajusz Waleriusz Katullus
- Marek Furiusz Bibakulus
- Publiusz Terencjusz Warron Atacinus
- Gajusz Helwiusz Cynna
- Gajusz Liciniusz Macer Kalwus
- At. Cecyliusz Ticida(s)
- Metella
- Gajusz Memmiusz
- Gajusz Kornificjusz (Gallus)
- Kornificja
- Anser

## Literatura
- Kazimierz Kumaniecki, Literatura rzymska. Okres cyceroński, Warszawa 1977, s. 51-66.